# Via Garibaldi (Venezia)

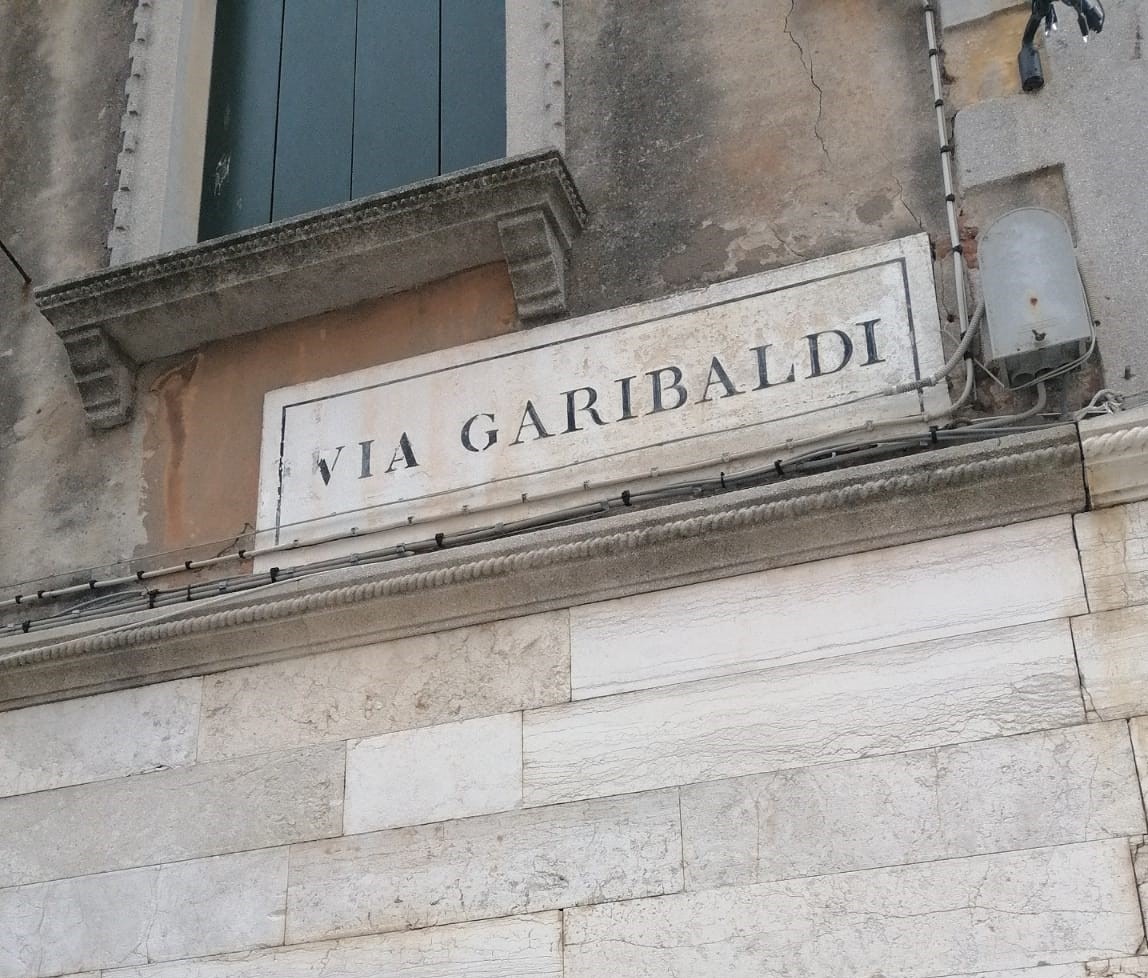
Il nizioleto di via Garibaldi

Via Garibaldi è una delle poche strade denominate "via" a Venezia, situata nel sestiere di Castello.
Si tratta di un rio terà realizzato nel 1807 per mettere in comunicazione, con un percorso rettilineo, il canale di San Pietro con il Bacino di San Marco.
Localizzata all'inizio di riva dei Sette Martiri rappresenta un crocevia considerevole della vita cittadina soprattutto dal punto di vista commerciale, la via è da sempre un punto nevralgico della città e soprattutto del sestiere.

## Storia
In origine portava il nome di Strada Nuova dei Giardini perché conduceva ai Pubblici Giardini; l'appellativo nuova si riferiva all'epoca della sua formazione, coeva a Fondamente Nove.
Negli anni successivi venne chiamata anche Via Eugenia in onore del viceré d'Italia Eugenio di Beauharnais, figlio dell'imperatrice Giuseppina. Il provvedimento fu preso con un decreto dell'imperatore Napoleone Bonaparte, che voleva dotare la città di luoghi di pubblico passeggio. Napoleone aveva in progetto di collegare il sestiere di Castello con la Terraferma ma ciò non si realizzò mai. Dei lavori fu incaricato l'architetto Giannantonio Selva, che faceva parte della Commissione per la gestione urbanistica ed architettonica della città lagunare costituita nel gennaio del 1807. Per ottenere lo spazio necessario si demolirono varie chiese con annessi conventi e lo spedale dei Marinai, annesso alla chiesa di San Nicolò di Castello.
Nel 1866, dopo l'entrata delle truppe garibaldine a Venezia, la Via venne dedicata a Giuseppe Garibaldi, al quale fu poi innalzato il monumento all'entrata dei Giardini.
Da quel momento la strada prese il nome attuale di Via, unico esempio a Venezia rappresentando un'eccezione nella toponomastica stradale veneziana.
Tra il 1993 e il 1996 sono stati effettuati dei lavori di ripavimentazione e risanamento con l'intento di riqualificare la strada seguendo il progetto originario ottocentesco di Giannantonio Selva.

## Descrizione
La via si estende per circa 350 m e attraversa la parte occidentale del sestiere di Castello. È posta in maniera trasversale rispetto alla riva dei Sette Martiri e conduce alla basilica di San Pietro di Castello, cattedrale della città fino al 1807, anno in cui, per volere di Napoleone, la sede patriarcale venne trasferita a San Marco.

## Monumenti e luoghi di interesse
- Chiesa di San Francesco di Paola (Venezia), costruita nel 1588 con a fianco un monastero, poi soppresso nel 1806 e demolito nel 1885.
- Palazzo Caboto: palazzo del '400 situato all'angolo con la Riva dei Sette Martiri, è stato la residenza veneziana dell'esploratore Giovanni Caboto e del figlio Sebastiano. Sulla facciata in Via Garibaldi sono presenti due lapidi con l'intento di ricordare gli esploratori e le loro scoperte nell'America Settentrionale (in particolare quella di Terranova nel 1497).[4] La prima iscrizione è stata posta dal Comune di Venezia nel 1881, mentre la seconda (scritta in lingua inglese e in francese) è stata eretta dalla provincia di Terranova e Labrador nel 1982.
- Iscrizione dedicata alla regina consorte Margherita di Savoia e al principe ereditario Vittorio Emanuele III di Savoia i quali assistettero dal podio, ai festeggiamenti in loro onore tenuti il 20 luglio 1882, coincidenti con Festa del Redentore; la lapide risale al 1902.

## Galleria d'immagini

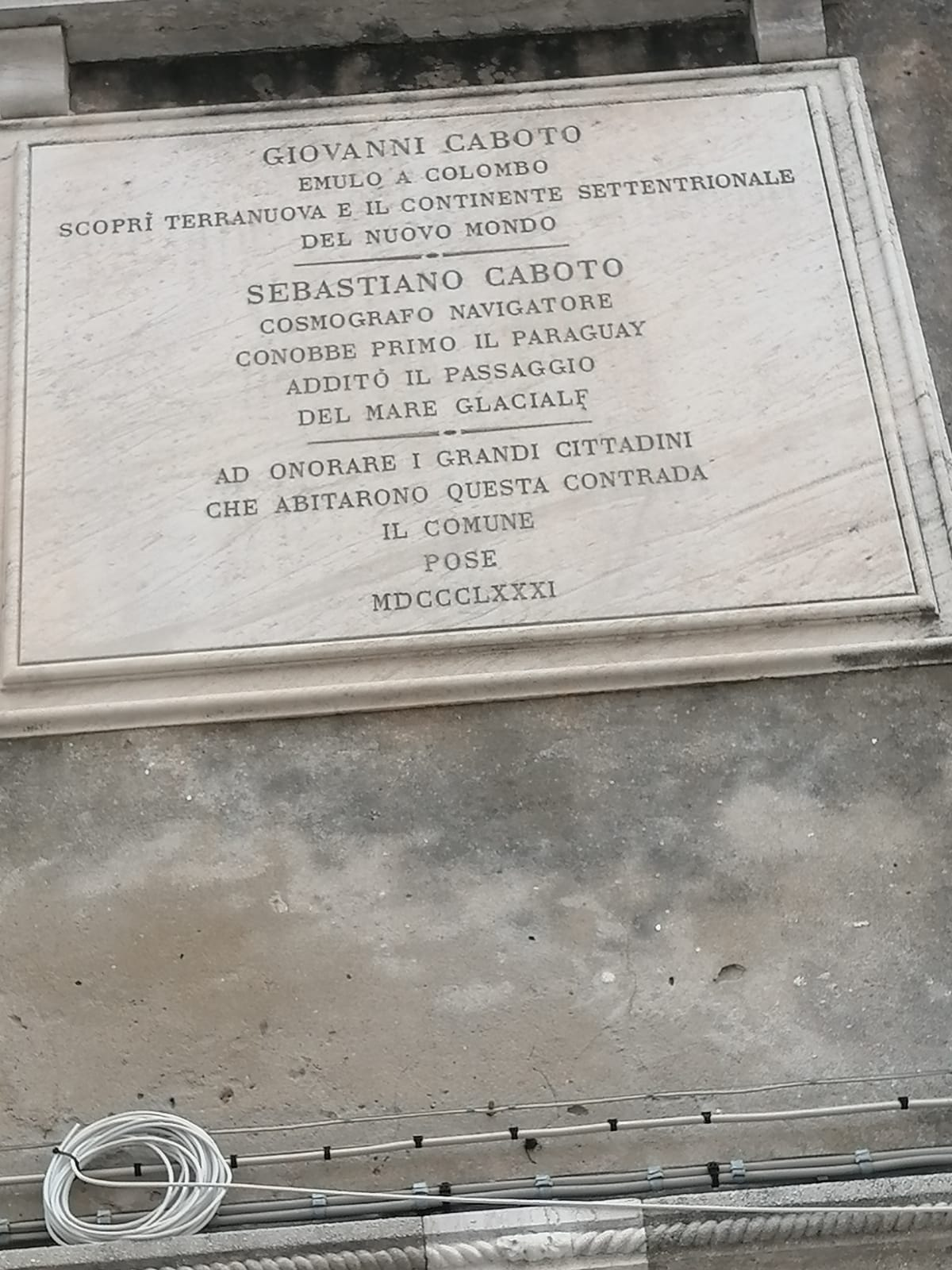
Lapide commemorativa a Giovanni Caboto e Sebastiano Caboto in lingua italiana (1881)
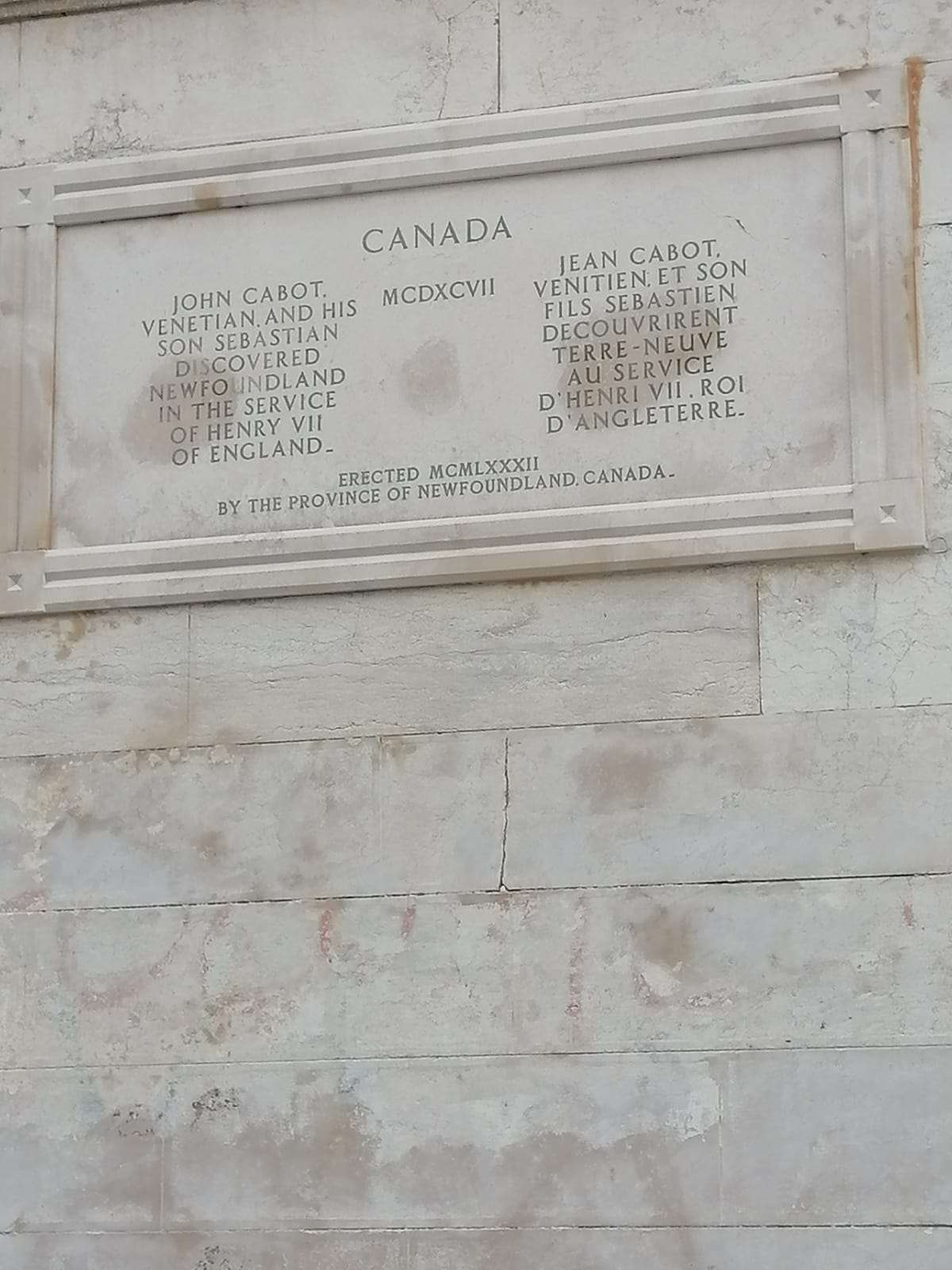
Lapide commemorativa a Giovanni Caboto e Sebastiano Caboto in lingua inglese e francese
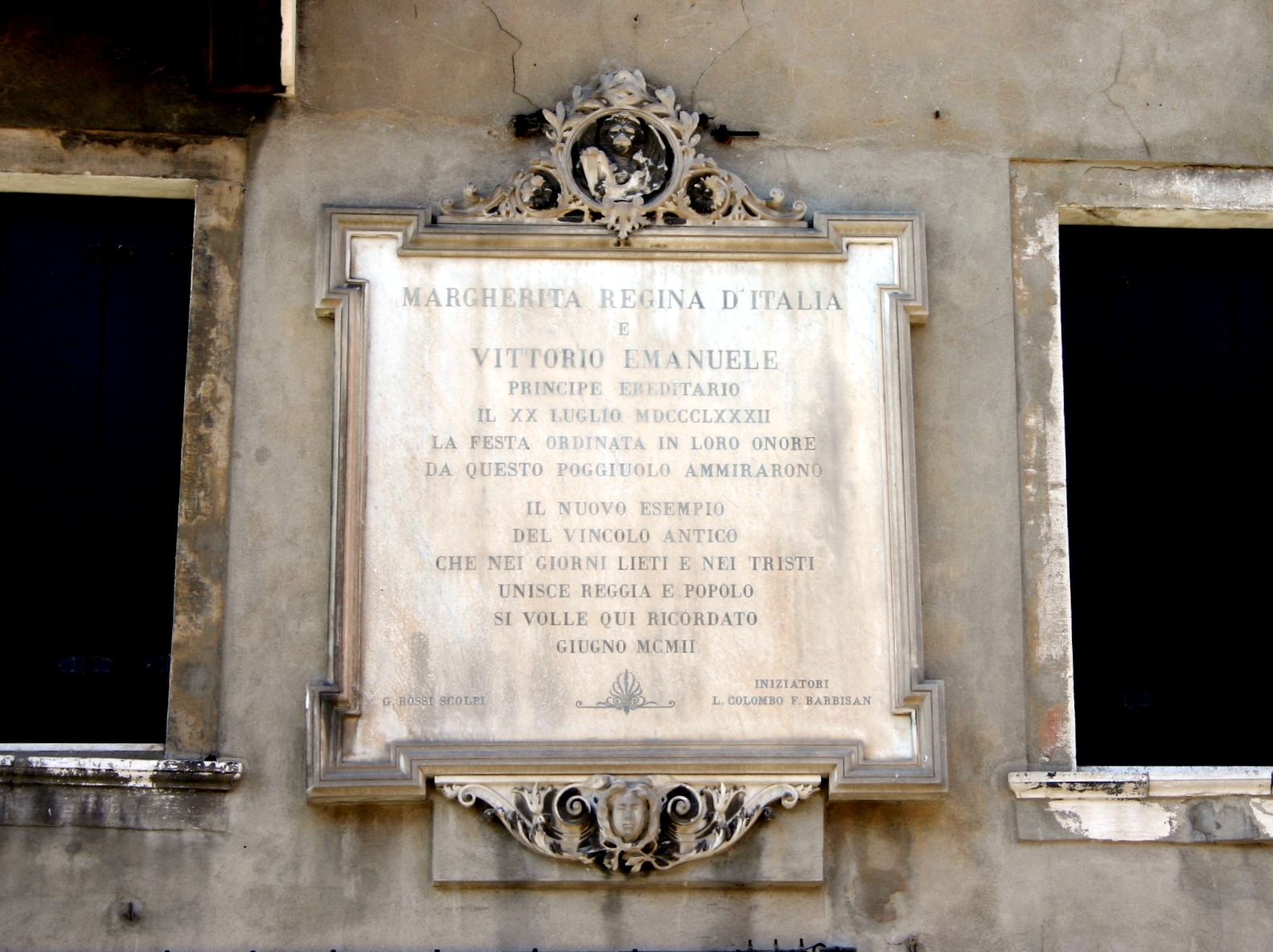
Lapide commemorativa a Margherita di Savoia e Vittorio Emanuele III di Savoia (1902)